# Otto Klein
Nils Otto Christian Klein, född 17 april 1876 i Lund, död 12 oktober 1914 på Kullatorps sjukhem i Barkarby, var en svensk tävlingscyklist, seglare och köpman.
Klein, som var handlanden Fritz Axel Klein och Christina Lovisa Olsson, var under 1890-talet tillsammans med Axel Storm, Emil Salmson och Fred Markman en av tidens mest framstående bancykelryttare och segrade på tävlingar i Sverige, Danmark och England över dåtidens främsta cykelryttare. Klein, som tävlade för Malmö velocipedklubb, blev den 25 juli 1897 den förste svenska mästaren på 10 000 meter på bana med tiden 16.23,6. Han övergick därefter till segling och förde bland annat Enten-Eller, varvid han vann ett stort antal segrar vid tävlingar i Öresund och på andra banor. 